# Aleksandr Kierżakow
Aleksandr Anatoljewicz Kierżakow (ros. Александр Анатольевич Кержаков, ur. 27 listopada 1982 w  Kingisepp, obwód leningradzki, ZSRR) – rosyjski trener piłkarski i piłkarz występujący na pozycji napastnika. Od 2018 selekcjoner reprezentacji Rosji do lat 18.

## Kariera
Aleksandr Kierżakow rozpoczynał swoją karierę w szkółce piłkarskiej klubu Zenit Petersburg, w którym występował do roku 2006. Debiut w pierwszej drużynie zaliczył w 2001 roku. W 2000 roku został mistrzem ligi regionalnej "północny zachód" z zespołem rezerw, zaś rok później cieszył się ze zdobycia trzeciego miejsca w Premier Lidze. W 2002 i 2004 zdobywał z klubem mistrzostwo Rosji. Kierżakow występuje też w reprezentacji Rosji, z którą grał na Mistrzostwach Świata 2002 oraz na Mistrzostwach Europy 2004. W sezonie 2007/2008 był zawodnikiem hiszpańskiego klubu Sevilla FC, która zapłaciła za niego kwotę 5 milionów euro, ale na początku 2008 roku wrócił do Rosji i podpisał kontrakt z Dynamem Moskwa. W 2010 roku Zenit za Kierżakowa zapłacił 6,5 miliona euro i podpisał umowę na 4 lata.
| Bramki w reprezentacji | Bramki w reprezentacji | Bramki w reprezentacji                  | Bramki w reprezentacji | Bramki w reprezentacji | Bramki w reprezentacji | Bramki w reprezentacji            |
| #                      | Data                   | Miejsce                                 | Przeciwnik             | Bramka                 | Rezultat               | Rozgrywki                         |
| ---------------------- | ---------------------- | --------------------------------------- | ---------------------- | ---------------------- | ---------------------- | --------------------------------- |
| 1.                     | 21 sierpnia 2002       | Stadion Lokomotiwu, Moskwa, Rosja       | Szwecja                | 1:0                    | 1:1                    | Towarzyski                        |
| 2.                     | 7 września 2002        | Stadion Lokomotiwu, Moskwa, Rosja       | Irlandia               | 3:1                    | 4:2                    | Eliminacje Euro 2004              |
| 3.                     | 16 października 2002   | Stadion Centralnyj, Wołgograd, Rosja    | Albania                | 1:0                    | 4:1                    | Eliminacje Euro 2004              |
| 4.                     | 26 marca 2005          | Rheinpark Stadion, Vaduz, Liechtenstein | Liechtenstein          | 0:1                    | 1:2                    | Eliminacje Mistrzostw Świata 2006 |
| 5.                     | 3 września 2005        | Stadion Lokomotiwu, Moskwa, Rosja       | Liechtenstein          | 1:0                    | 2:0                    | Eliminacje Mistrzostw Świata 2006 |
| 6.                     | 3 września 2005        | Stadion Lokomotiwu, Moskwa, Rosja       | Liechtenstein          | 2:0                    | 2:0                    | Eliminacje Mistrzostw Świata 2006 |
| 7.                     | 8 października 2005    | Stadion Lokomotiwu, Moskwa, Rosja       | Luksemburg             | 2:0                    | 5:1                    | Eliminacje Mistrzostw Świata 2006 |
| 8.                     | 24 marca 2007          | A. Le Coq Arena, Tallinn, Estonia       | Estonia                | 0:1                    | 0:2                    | Eliminacje Euro 2008              |
| 9.                     | 24 marca 2007          | A. Le Coq Arena, Tallinn, Estonia       | Estonia                | 0:2                    | 0:2                    | Eliminacje Euro 2008              |
| 10.                    | 2 czerwca 2007         | Stadion Pietrowski, Petersburg, Rosja   | Andora                 | 1:0                    | 4:0                    | Eliminacje Euro 2008              |
| 11.                    | 2 czerwca 2007         | Stadion Pietrowski, Petersburg, Rosja   | Andora                 | 2:0                    | 4:0                    | Eliminacje Euro 2008              |
| 12.                    | 2 czerwca 2007         | Stadion Pietrowski, Petersburg, Rosja   | Andora                 | 3:0                    | 4:0                    | Eliminacje Euro 2008              |
| 13.                    | 8 września 2007        | Stadion Lokomotiwu, Moskwa, Rosja       | Macedonia Północna     | 3:0                    | 3:0                    | Eliminacje Euro 2008              |
| 14.                    | 10 czerwca 2009        | Stadion Olimpijski, Helsinki, Finlandia | Finlandia              | 0:1                    | 0:3                    | Eliminacje Mistrzostw Świata 2010 |
| 15.                    | 10 czerwca 2009        | Stadion Olimpijski, Helsinki, Finlandia | Finlandia              | 0:2                    | 0:3                    | Eliminacje Mistrzostw Świata 2010 |
| 15.                    | 10 czerwca 2009        | Aviva Stadium, Dublin, Irlandia         | Irlandia               | 0:1                    | 2:3                    | Eliminacje Mistrzostw Świata 2010 |